# Mahotshwane
Mahotshwane è un villaggio del Botswana situato nel distretto Meridionale, sottodistretto di Ngwaketse West. Il villaggio, secondo il censimento del 2011, conta 861 abitanti.

## Località
Nel territorio del villaggio sono presenti le seguenti 25 località:
- Bathubapeudi di 17 abitanti,
- Boalatsobe /Moruele Lands,
- Dikantsi di 60 abitanti,
- Dikgate,
- Leesemane di 30 abitanti,
- Lesele,
- Lobelebele di 10 abitanti,
- Lomao di 10 abitanti,
- Mabote,
- Machana,
- Madiaela di 6 abitanti,
- Magwane,
- Makgakge di 29 abitanti,
- Makojwane di 3 abitanti,
- Marang di 15 abitanti,
- Marang/Khudu di 16 abitanti,
- Maruele di 20 abitanti,
- Meswane di 62 abitanti,
- Mhakue di 14 abitanti,
- Nakalatlou,
- Ngwaaphiri di 21 abitanti,
- Thothome di 1 abitante,
- Thotshane di 56 abitanti,
- Tshenko di 18 abitanti,
- Tsotzwe di 18 abitanti